# Luxemburgischer Nationalfeiertag

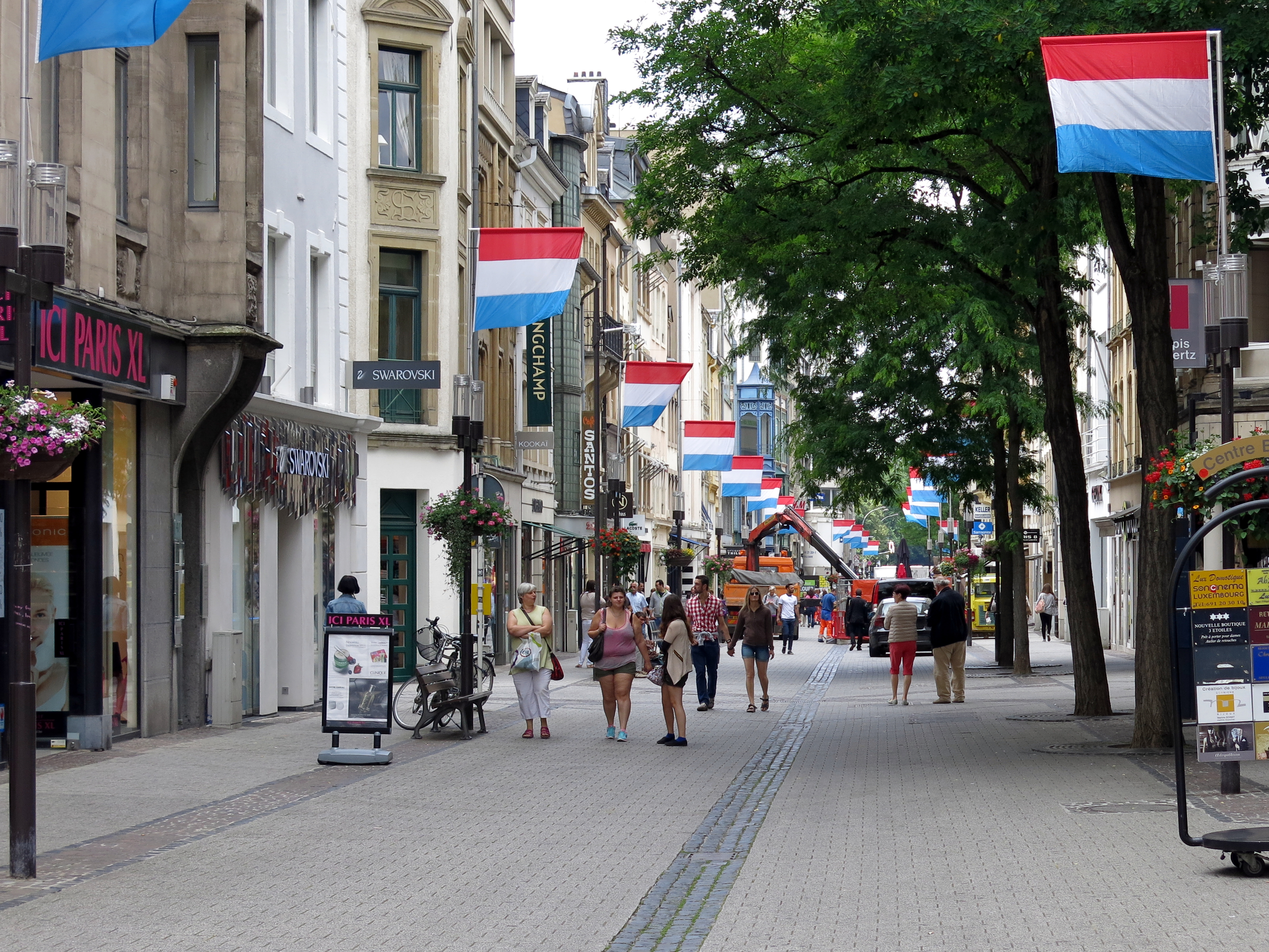
Die Groussgaass (Grand-Rue) in Luxemburg mit Fahnen zum Nationalfeiertag (2014)

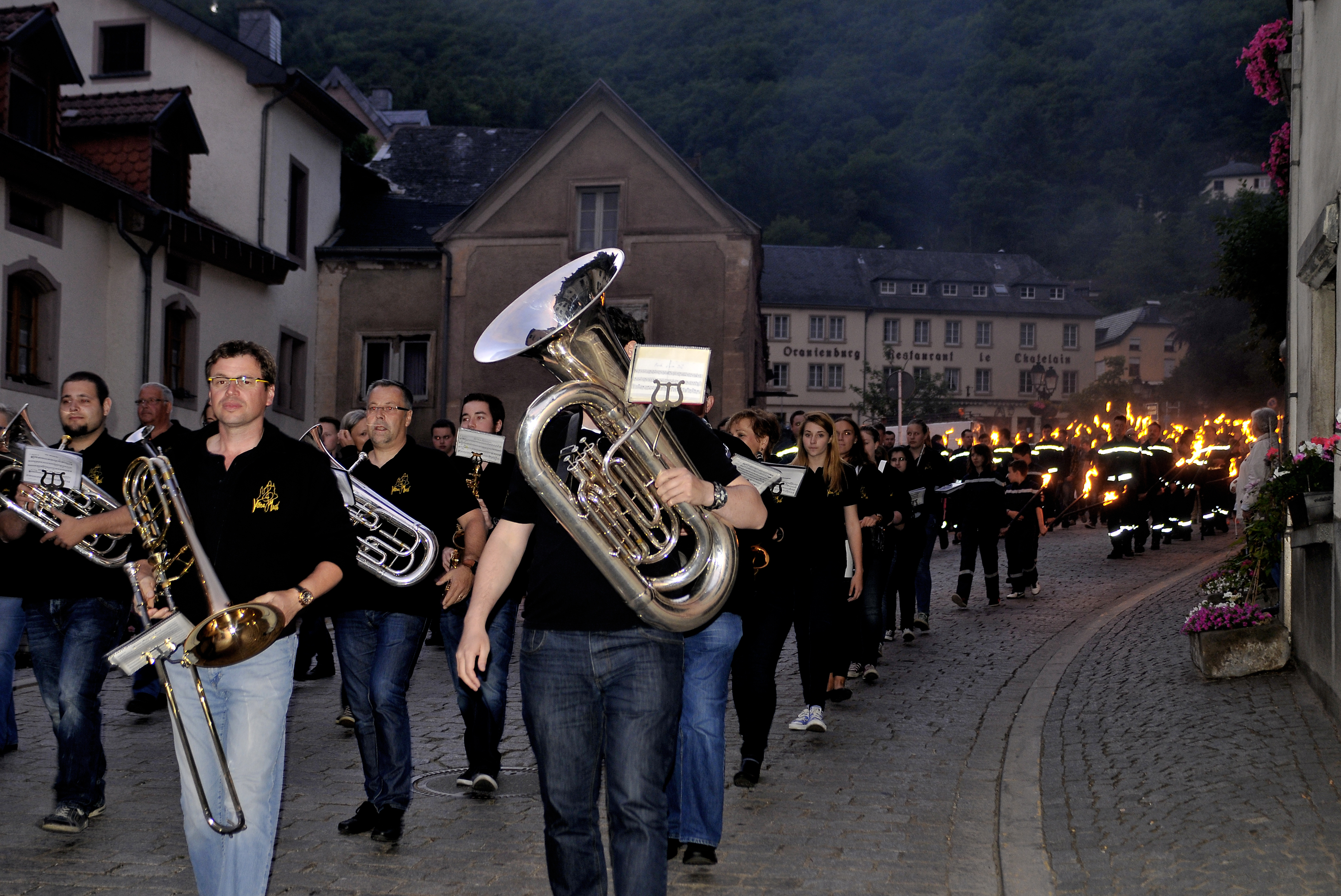
Der Fackelzug in Vianden (2014)

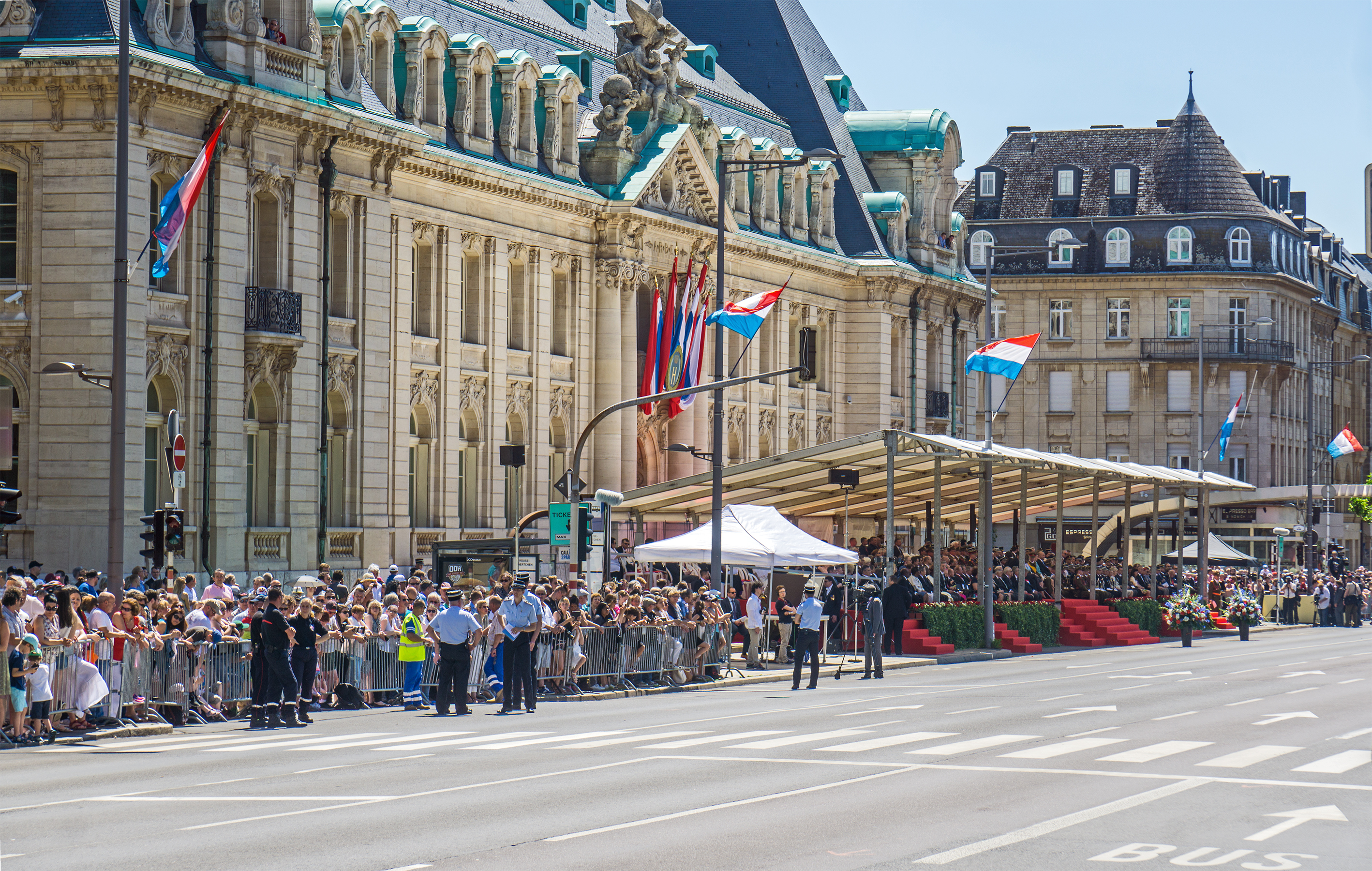
Militär- und Zivilparade am luxemburgischen Nationalfeiertag (2016)

Der luxemburgische Nationalfeiertag (luxemburgisch Lëtzebuerger Nationalfeierdag, französisch Fête nationale luxembourgeoise) wird jedes Jahr am 23. Juni gefeiert.

## Geschichte
Seit dem Ende des 18. Jahrhunderts war es Tradition, den Geburtstag des jeweiligen Herrschers zu feiern. Obwohl Wilhelm III. am 19. Februar geboren wurde, wurde dieser Feiertag 1850 auf den 17. Juni verlegt, den Geburtstag seiner Frau Königin Sophie. Dies geschah auch wegen der Nähe zum Todestag seines Bruders Prinz Alexander, der am 20. Februar 1848 gestorben war.
Unter Großherzogin Charlotte fiel die Feier auf den 23. Januar, also mitten im Winter. Deshalb wurde 1961 entschieden, den Großherzoginnengeburtstag wegen des günstigeren Wetters am 23. Juni zu begehen. Dieses Datum wurde beibehalten, als Großherzog Jean am 12. November 1964 den Thron bestieg – vermutlich, weil es der Vortag seines Namenstages Johannes (Jean) war, der am 24. Juni als Gehaansdag gefeiert wird.
Auch unter dem aktuellen Großherzog Henri hat das Datum Bestand, hat nun jedoch keinen direkten Bezug zum Monarchen mehr. Dennoch wird der Nationalfeiertag in Luxemburg oft als Groussherzogsgebuertsdag (Großherzogsgeburtstag) bezeichnet.

## Feierlichkeiten
Die Feierlichkeiten beginnen am Vorabend des 23. Juni mit der Wachablösung vor dem Großherzoglichen Palast. Eines der wichtigsten Ereignisse des Abends ist der Fackelzug, bei dem nationale und lokale Vereine, Blaskapellen und Folkloregruppen durch die Stadt Luxemburg ziehen. Anschließend folgt ein großes Feuerwerk mit musikalischer Begleitung. Das großherzogliche Paar besucht an diesem Tag jedes Jahr eine andere Stadt im Land.
Am Nationalfeiertag selbst werden Umzüge, Gottesdienste, Konzerte und Empfänge abgehalten. In der Hauptstadt finden eine Militär- und Ziviltruppenparade und ein feierliches Te Deum in der Kathedrale unserer lieben Frau statt. 21 Kanonenschüsse zu Ehren des Großherzogs beenden den Tag.